# Harding (månkrater)
För andra betydelser, se Harding (olika betydelser).
Harding är en nedslagskrater på månen. Harding har fått sitt namn efter den tyske astronomen Karl Ludwig Harding.

## Satellitkratrar
| Harding | Latitud | Longitud | Diameter |
| ------- | ------- | -------- | -------- |
| A       | 40.4° N | 75.5° W  | 14 km    |
| B       | 41.9° N | 76.3° W  | 17 km    |
| C       | 42.4° N | 74.7° W  | 8 km     |
| D       | 42.9° N | 67.7° W  | 7 km     |
| H       | 40.8° N | 64.4° W  | 6 km     |